# Anchusa hybrida
Anchusa hybrida är en strävbladig växtart som beskrevs av Michele Tenore. Anchusa hybrida ingår i släktet oxtungor, och familjen strävbladiga växter. Inga underarter finns listade i Catalogue of Life.